# 毛利可信
毛利 可信（もうり よしのぶ、1916年6月22日 - 2001年4月17日）は、日本の言語学者、英語学者。大阪大学名誉教授。

## 来歴
東京生まれ。父は毛利八十太郎。旧制北野中学、旧制三高文甲を経て、1939年東京帝国大学文学部英文科卒、新京中学校教諭、1942年陸軍通訳として南方派遣第二十五軍司令部勤務。1947年神戸第一中学校教諭、1951年九州大学講師、1953年助教授、1961年大阪大学文学部教授、1964年「英語意味論研究」で阪大文学博士、1980年定年退官、名誉教授、大手前女子大学教授。1992年秋、勲二等瑞宝章受勲。1993年大手前女子大退職。

## 著書
- 『英文法シリーズ 第23巻 語順』 研究社出版、1954
- 『英文法の知識』 研究社出版、1956
- 『誤り易い前置詞の急所』 研究社出版 進学英語シリーズ、1960
- 『教室英文法シリーズ 動詞の用法』 研究社、1960
- 『英語意味論研究』 研究社出版、1962
- 『新自修英作文』 研究社出版、1967
- 『意味論から見た英文法』 大修館書店、1972
- 『ジュニア英文典』 研究社出版、1974
- 『英語の語用論』 大修館書店 英語学叢書、1980
- 『橋渡し英文法』 大修館書店、1983
- 『英語再アタック常識のウソ 逆発想で成功する30歳からの英語』 駸々堂出版、1987
- 『英語の背景を読む 文化コンテクストの話』 大修館書店、1987

### 増訂
- 山崎貞『新自修英文典』増訂新版 増訂、研究社、1963 ／ 1971

### 翻訳
- バートランド・ラッセル『意味と真偽性 言語哲学的研究』 文化評論出版、1973

### 記念論集
- 『毛利可信教授退官記念論文集』 毛利可信教授退官記念論文集刊行会、1980

## 参考
- 『人事興信録』1995年
- 読売新聞叙勲記事、訃報